# Сафлорова олія
Сафлорова олія — рослинна олія, що отримується з насіння сафлору красильного (Carthamus tinctorius). Олія отримана холодним вигнічуванням. Їстівна, гарячою — має технічні використання. Сирова олія через гіркуватий смак рафінується. Олія, отримана з очищеного насіння, використовується як харчова. Олія з неочищеного насіння має гіркий смак, її застосовують для приготування світлих оліф, у миловарінні й у виробництві лінолеуму. Рафінована олія прозора, майже без смаку.

## Фізико-хімічні характеристики

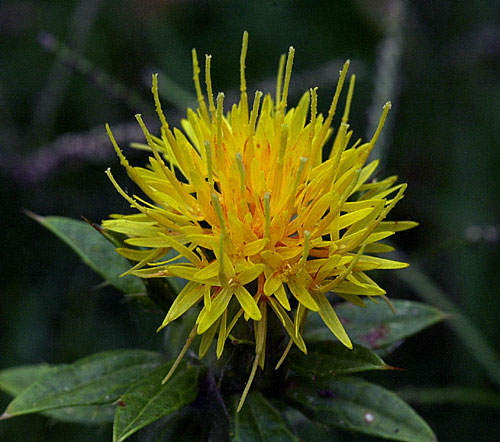
Сафлор красильний (Carthamus tinctorius), суцвіття.

Температура застигання олії — від -13 до -20 °C, кінематична в'язкість при 20°C — (61-85)·10-6 м/с, йодне число — 130–155.
Сафлорова олія, на відміну від багатьох інших рослинних олій, містить різновид вітаміну Е: гамма-токотриенол (0,8 %). Однак, сафлорова олія позбавлена такої корисної речовини, як сквален.

## Застосування

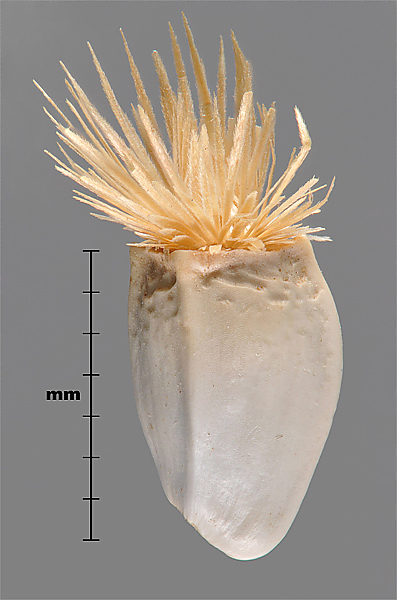
Сафлор, сім'янка

### Кухова́рство
Погано переносить нагрівання, тому непридатна для смаження. Попри це, надається для варіння на парі або як олія для салатів. Часто використовується для овочевих страв і додається безпосередньо до страв перед подаванням на стіл. Також використовується для виробництва маргарину.

### Медицина
Через високий вміст ненасичених жирних кислот, пацієнти з гіперхолестеринемією можуть використовувати сафлорову олію як харчову добавку, в поєднанні з іншою нежирною їжею, для профілактики і лікування атеросклерозу.

### Косметика
Сафлорова олія часто використовується як засіб догляду за шкірою та тілом. Служить зволожуючим засобом для ванн і гелів для душу. Застосовується на шкіру при сильних себореї та акне. Також може використовуватися для нормальної шкіри з запаленням і, через матуючий ефект, для шкіри мішаного типу з жирною тенденцією та для догляду за шкірою в області навколо очей. З олії виробляють рідке мило.

### Промисловість
Після 12-годинного виварювання утворюється желеподібна маса (віск), яка використовується замість лляної олії у виробництві лінолеуму. Оскільки сафлорова олія не жовкне, її використовують у лаках. Ще одним застосуванням є доморобне виробництво фарб, зокрема друкарських, і алкідних смол. Також використовується як паливо і, особливо в Індії, як мастило для вичиненої шкіри та канатів.